# Japanische Volleyballnationalmannschaft der Frauen
Die japanische Volleyballnationalmannschaft der Frauen ist eine Auswahl der besten japanischen Spielerinnen, die die Japan Volleyball Association bei internationalen Turnieren und Länderspielen repräsentiert. Ihre stärkste Phase hatten die Japanerinnen in den 1960er und 1970er Jahren mit mehreren Titeln bei Olympischen Spielen, Weltmeisterschaften und dem Sieg beim World Cup. In Asien gehören sie zu den erfolgreichsten Mannschaften.

## Geschichte

### Weltmeisterschaft
Bei der ersten Teilnahme an einer Volleyball-Weltmeisterschaft unterlagen die Japanerinnen der Sowjetunion 1960 im Finale, aber zwei Jahre später besiegten sie den gleichen Gegner in dessen Heimat und wurden erstmals Weltmeister. Als Gastgeber verteidigten sie den Titel 1967. 1970 war die Sowjetunion im Finale erfolgreich, vier Jahre später siegte Japan wieder. 1978 unterlagen die japanischen Frauen im Endspiel gegen Kuba. Danach wurden die Ergebnisse schlechter. 1982 war die Mannschaft noch Vierter, dann gab es zwei siebte und achte Plätze, auch 1998 im eigenen Land. 2002 kamen die Japanerinnen nicht über den 13. Platz hinaus. Bei der WM 2006 verlor der Gastgeber das Spiel um den fünften Platz gegen China. Bei der WM 2010 war Japan erneut Gastgeber und wurde Dritter. Das Turnier 2014 endete für die Japanerinnen mit dem Aus in der zweiten Gruppenphase und dem siebten Platz. 2018 belegten sie vor heimischem Publikum den sechsten und 2022 den fünften Rang.

### Olympische Spiele

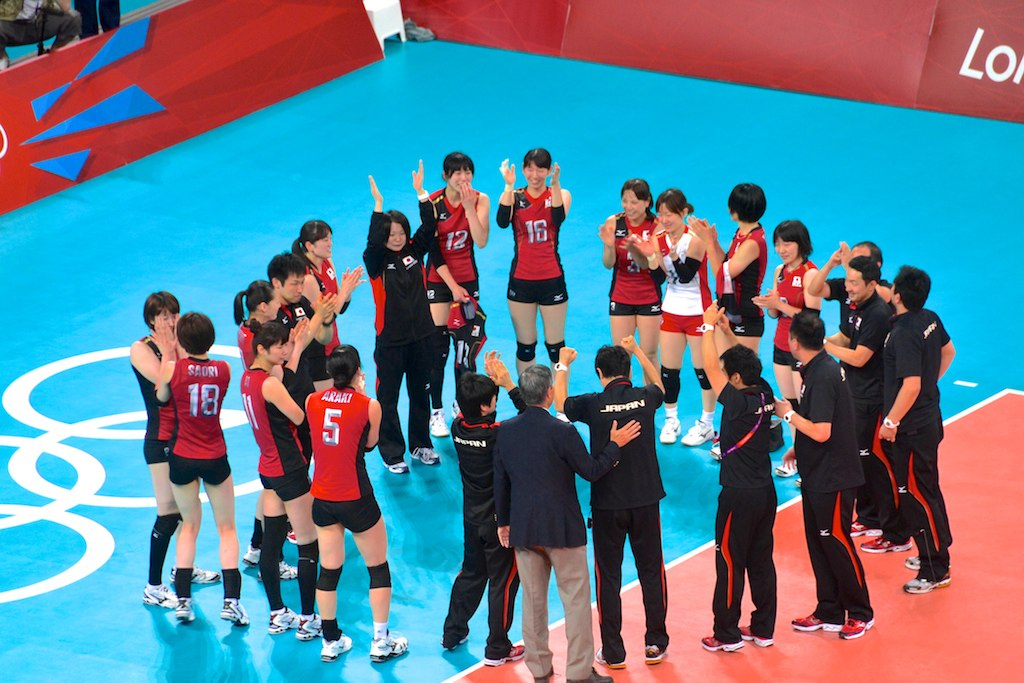
Jubel über die Bronzemedaille bei den Olympischen Spielen 2012

1964 in Tokio wurde Japan gegen die Sowjetunion erster Olympiasieger im Volleyball. Bei den nächsten Turnieren 1968 und 1972 gab es Finalniederlagen gegen den gleichen Gegner. Bei den Spielen 1976 holte Japan im ewigen Duell zum zweiten Mal Gold. 1984 in Los Angeles reichte es noch zu Bronze, doch 1988 (Vierter) und 1992 (Fünfter) verpasste Japan die Medaillenränge. 1996 in Atlanta schied das Team schon in der Vorrunde aus. Für die Spiele 2000 verpassten die japanischen Frauen die Qualifikation. Beim Turnier 2004 wurden sie Fünfter. Das gleiche Ergebnis gab es 2008 in Peking nach einer Niederlage im Viertelfinale gegen den späteren Sieger Brasilien. 2012 in London gewannen die Japanerinnen nach einem Sieg über Südkorea die Bronzemedaille. 2016 in Rio de Janeiro schieden sie im Viertelfinale gegen die USA aus. Beim 2021 ausgetragenen Turnier in Tokio war Japan als Gastgeber gesetzt. Sie scheiterten allerdings schon in der Vorrunde. 2024 in Paris schieden sie ebenfalls in der Vorrunde aus.

### Asienmeisterschaft
1975 wurde Japan im Finale gegen Südkorea erster Asienmeister. 1979 unterlagen die Japanerinnen im Endspiel gegen China. Vier Jahre später holten sie gegen den gleichen Gegner ihren zweiten Titel. 1987 war China wieder erfolgreicher. Nach einem dritten Platz 1989 gab es zwei weitere Endspielniederlagen gegen den Dauerrivalen. Es folgten drei dritte und ein vierter Platz. 2003 war Japan zum einzigen Mal nicht dabei. Zwei Jahre später wurden die japanischen Frauen Dritter und 2007 gewannen sie – wieder gegen China – ihren dritten Titel. Nach einem dritten Platz 2009 erreichten sie die Endspiele 2011 und 2013, mussten sich aber gegen China und Thailand geschlagen geben. Mit einem sechsten Platz erzielten sie 2015 das schlechteste Ergebnis. 2017 gewannen sie im Endspiel gegen Thailand wieder den Titel, den sie zwei Jahre (2019) später gegen den gleichen Konkurrenten erfolgreich verteidigten.

### World Cup
Bei der ersten Ausgabe des World Cup unterlag Japan der Sowjetunion im Finale. Vier Jahre später gewannen die Japanerinnen den Wettbewerb gegen Kuba. 1981 verloren sie das Endspiel gegen China. Es folgten zwei vierte Plätze. Von 1991 bis 2007 war Japan immer dabei, kam aber nicht mehr über den fünften Rang hinaus. 2011 gab es wieder einen vierten Platz für die Japanerinnen. 2015 wurden sie Fünfter. Das gleiche Ergebnis erzielten sie 2019.

### Nations League
Ihr bisher bestes Ergebnis in der Nations League erzielten sie 2024 mit dem zweiten Platz.

### World Grand Prix

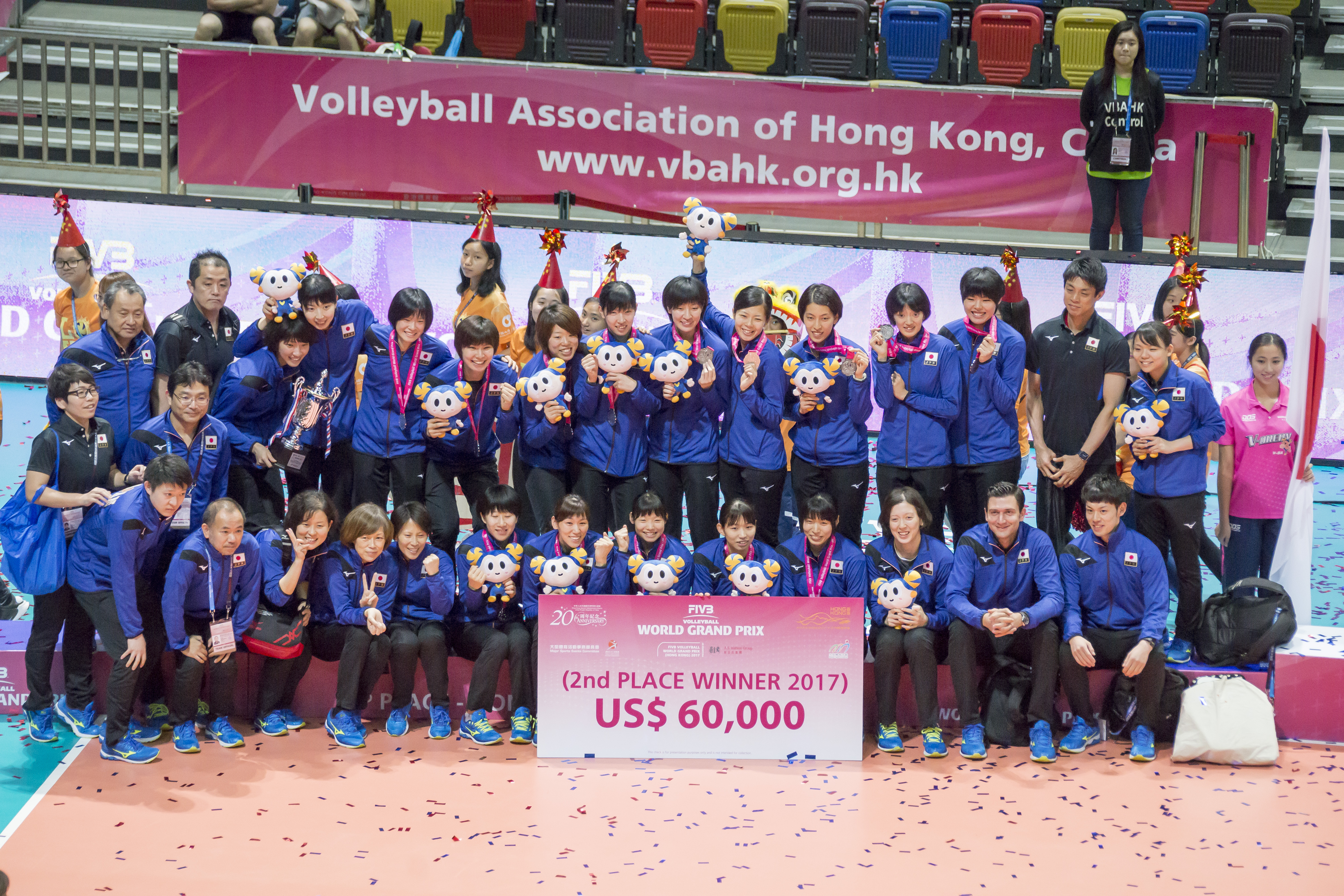
Die Silbermedaillen-Gewinnerinnen beim Grand Prix 2017

Japan startete 1993 als Sechster in den World Grand Prix. Im nächsten Jahr waren die Japanerinnen Vierter. Nach zwei schlechteren Turnieren belegten sie 1997 im eigenen Land erneut den vierten Rang. Danach gab es zwei siebte und einen achten Platz. 2001 und 2002 war Japan Fünfter, aber 2003 kam das Aus schon in der Vorrunde. In den Jahren 2004 bis 2007 ging es zunächst von Platz neun auf fünf und zurück auf den neunten Rang. 2008 und 2009 wurden die Japanerinnen jeweils Sechster, 2010 und 2011 kamen sie auf den fünften Rang. 2012 verpassten sie als Neuntplatzierte die Endrunde. 2013 wurden sie erneut Vierte. 2014 in Tokio spielten sie ihr einziges Finale in diesem Wettbewerb, wobei sie den Brasilianerinnen unterlagen. Die weiteren Turniere von 2015 bis 2017 beendeten sie auf den Plätzen sechs, neun und sieben.